# Macon (Illinois)
Macon – miasto w Stanach Zjednoczonych, w stanie Illinois, w hrabstwie Macon.